# Кормеј ан Паризи
Кормеј ан Паризи (фр. Cormeilles-en-Parisis) је насељено место у Француској у региону Париски регион, у департману Долина Оазе.
По подацима из 2011. године у општини је живело 23.497 становника, а густина насељености је износила 2820,77 становника/km².

## Демографија
| 1962.  | 1968.  | 1975.  | 1982.  | 1990.  | 2011.  |
| ------ | ------ | ------ | ------ | ------ | ------ |
| 11.486 | 13.829 | 14.063 | 14.484 | 17.417 | 23.497 |